# Gauliga 1934-1935
L'edizione 1934-1935 della Gauliga vide la vittoria finale dello Schalke 04.

## Partecipanti
| Squadra                | qualificata come                          |
| Yorck Boyen Insterburg | Campione della Gauliga Ostpreußen         |
| Stettiner SC           | Campione della Gauliga Pommern            |
| Hertha Berlino         | Campione della Gauliga Berlin-Brandenburg |
| Vorwärts Gleiwitz      | Campione della Gauliga Schlesien          |
| PSV Chemnitz           | Campione della Gauliga Sachsen            |
| 1. SV Jena             | Campione della Gauliga Mitte              |
| Eimsbütteler TV        | Campione della Gauliga Nordmark           |
| Hannover 96            | Campione della Gauliga Niedersachsen      |
| Schalke 04             | Campione della Gauliga Westfalen          |
| VfL Benrath            | Campione della Gauliga Niederrhein        |
| VfR Colonia 04 rrh.    | Campione della Gauliga Mittelrhein        |
| FC Hanau 93            | Campione della Gauliga Hessen             |
| SV Phönix 03           | Campione della Gauliga Südwest            |
| VfR Mannheim           | Campione della Gauliga Baden              |
| Stoccarda              | Campione della Gauliga Württemberg        |
| SpVgg Fürth            | Campione della Gauliga Bayern             |

## Fase a gironi

### Gruppo A
|   | Classifica             | Pt | G | V | N | P | GF | GS |
| - | ---------------------- | -- | - | - | - | - | -- | -- |
| 1 | PSV Chemnitz           | 10 | 6 | 5 | 0 | 1 | 22 | 7  |
| 2 | Hertha Berlino         | 8  | 6 | 4 | 0 | 2 | 22 | 8  |
| 3 | Vorwärts Gleiwitz      | 5  | 6 | 2 | 1 | 3 | 9  | 11 |
| 4 | Yorck Boyen Insterburg | 1  | 6 | 0 | 1 | 5 | 8  | 35 |

### Gruppo B
|   | Classifica      | Pt | G | V | N | P | GF | GS |
| - | --------------- | -- | - | - | - | - | -- | -- |
| 1 | Schalke 04      | 10 | 6 | 5 | 0 | 1 | 27 | 6  |
| 2 | Hannover 96     | 8  | 6 | 4 | 0 | 2 | 24 | 12 |
| 3 | Eimsbütteler TV | 5  | 6 | 2 | 1 | 3 | 11 | 20 |
| 4 | Stettiner SC    | 1  | 6 | 0 | 1 | 5 | 5  | 29 |

### Gruppo C
|   | Classifica          | Pt | G | V | N | P | GF | GS |
| - | ------------------- | -- | - | - | - | - | -- | -- |
| 1 | VfL Benrath         | 11 | 6 | 5 | 1 | 0 | 17 | 5  |
| 2 | SV Phönix 03        | 9  | 6 | 4 | 1 | 1 | 19 | 3  |
| 3 | VfR Mannheim        | 2  | 6 | 1 | 0 | 5 | 9  | 21 |
| 4 | VfR Colonia 04 rrh. | 2  | 6 | 1 | 0 | 5 | 6  | 22 |

### Gruppo D
|   | Classifica  | Pt | G | V | N | P | GF | GS |
| - | ----------- | -- | - | - | - | - | -- | -- |
| 1 | Stoccarda   | 8  | 6 | 4 | 0 | 2 | 13 | 11 |
| 2 | SpVgg Fürth | 6  | 6 | 3 | 0 | 3 | 11 | 9  |
| 3 | FC Hanau 93 | 6  | 6 | 3 | 0 | 3 | 8  | 8  |
| 4 | 1. SV Jena  | 4  | 6 | 2 | 0 | 4 | 5  | 9  |

## Fase finale

### Semifinali
| Stoccarda | 4 – 2 | VfL Benrath |

| Schalke 04 | 3 – 2 | PSV Chemnitz |

### Finale
| Schalke 04 | 6 – 4 | Stoccarda |

## Verdetti
- FC Schalke 04 campione del Terzo Reich 1934-35.